# Yuka Momiki
Yuka Momiki (籾木 結花, 9 d'abril de 1996) és una futbolista japonesa.

## Selecció del Japó
Va debutar amb la selecció del Japó el 2017. Va disputar 21 partits amb la selecció del Japó. Ha disputat Copa del Món de 2019.

## Estadístiques
| Selecció del Japó | Selecció del Japó | Selecció del Japó |
| Anys              | Partits           | Gols              |
| ----------------- | ----------------- | ----------------- |
| 2017              | 14                | 3                 |
| 2018              | 7                 | 3                 |
| Total             | 21                | 6                 |